# Pseudagrion pontogenes
Pseudagrion pontogenes là một loài chuồn chuồn kim trong họ Coenagrionidae.
Loài này được đưa vào sách đỏ IUCN năm 2008.
Pseudagrion pontogenes được Ris miêu tả khoa học năm 1915.